# Hans von Feldmann
Hans von Feldmann (* 7. November 1868 in Berlin; † 10. Juli 1940 in Hannover) war ein deutscher Generalleutnant und Politiker.

## Leben
Feldmann war der Sohn des preußischen Generalmajors Adolf von Feldmann (1828–1894) und der Jenny Lührsen (1841–1917). Seine Großeltern mütterlicherseits waren der namhafte Hamburger Jurist und Erste Beamte der Hamburgischen Hypothekenverwaltung Dr. Gustav Lührsen (1805–1868) und dessen Frau Charlotte Jauch (1811–1872). Sein Onkel war der Kaiserlich-Deutsche außerordentliche Gesandte und Minister Johannes Lührsen (1838–1903), sein Bruder war der Chef der Operationsabteilung in der türkischen Obersten Heeresleitung im Ersten Weltkrieg und spätere Reichstagsabgeordnete Otto von Feldmann (1873–1945).
Nach dem Schulbesuch trat Feldmann am 22. März 1887 als Sekondeleutnant in das 1. Hannoversche Infanterie-Regiment Nr. 74 der Preußischen Armee ein. Nach Absolvierung der Kriegsakademie und weiterer Truppenverwendungen wurde er im April 1907 in das Kriegsministerium versetzt. Dort stieg Feldmann 1913 zum Abteilungschef der Feldzeugmeisterei auf. Parallel nahm er als Frontoffizier am Ersten Weltkrieg teil und war zuletzt Oberst und Kommandeur der 43. Infanterie-Brigade.
Nach der Novemberrevolution wurde Feldmann in die Reichswehr übernommen. Mitte 1919 wirkte er als Verbindungsoffizier der Obersten Heeresleitung bei der Reichsregierung in Weimar. 1919/20 war er Chef des Feldzeugmeisteramtes der Heeresleitung im Reichswehrministerium. Nach seiner Ernennung zum Generalmajor war er von 1920 bis 1922 Chef der Heeresverwaltung (Generalquartiermeister). 1922 schied er mit Charakter als Generalleutnant aus der Reichswehr aus.

## Öffentliche Ämter
Feldmann amtierte vom 1. Oktober 1920 bis zum 7. April 1922 als Staatssekretär im Reichswehrministerium. Dies galt als Schachzug der Reichswehr, damit die Generalstäbler „unter sich“ bleiben konnten. Feldmann war Nachfolger des im März 1920 zunächst bestellten, aber bereits im September aus dem Amt gedrängten „Zivilisten“ und Sozialdemokraten Christian Stock. Nach Feldmanns Ausscheiden aufgrund von Differenzen mit dem Chef der Heeresleitung Hans von Seeckt wurde kein Nachfolger ernannt. 1928 wurde die Staatssekretärsstelle auf Anregung des Wehrministeriums gestrichen, nachdem neuerlich die Besetzung mit einem Sozialdemokraten drohte. 

## Auszeichnungen
- Roter Adlerorden IV. Klasse mit Krone[2]
- Kronenorden III. Klasse[2]
- Preußisches Dienstauszeichnungskreuz[2]
- Bayerischer Militärverdienstorden IV. Klasse mit Krone[2]
- Ritterkreuz I. Klasse des Ordens Heinrichs des Löwen[2]
- Ritterkreuz II. Klasse des Herzoglich Sachsen-Ernestinischen Hausordens[2]
- Ritterkreuz des Ordens der Württembergischen Krone[2]